# Accord de libre-échange entre la Malaisie et le Pakistan
L'accord de libre-échange entre la Malaisie et le Pakistan est un accord de libre-échange, signé le 8 novembre 2007 et entrée en application le 1er janvier 2008. L'accord inclut des dispositions pour les baisses de droits de douane notamment agricoles, mais aussi sur la protection des investissements, des possibilités pour les entreprises d'avoir des filiales dans l'autre pays avec une participation jusqu'à 60 %, des mesures phytosanitaires, sur le droit intellectuel, etc. 